# Першотравнева сільська рада (Снігурівський район)
Першотравне́ва сільська́ ра́да — орган місцевого самоврядування у Снігурівському районі Миколаївської області. Адміністративний центр — село Першотравневе.

## Загальні відомості
- Населення ради: 1 384 особи (станом на 2001 рік)

## Населені пункти
Сільській раді підпорядковані населені пункти:
- с. Першотравневе
- с-ще Васильки
- с. Трудолюбівка

## Склад ради
Рада складається з 16 депутатів та голови.
- Голова ради: Завгородній Анатолій Ігнатович
- Секретар ради: Наумець Тетяна Степанівна

### Керівний склад попередніх скликань
| Прізвище, ім'я, по батькові    | Основні відомості                                                         | Дата обрання | Дата звільнення |
| ------------------------------ | ------------------------------------------------------------------------- | ------------ | --------------- |
| Завгородній Анатолій Ігнатович | Сільський голова, 1959 року народження, безпартійний                      | 26.03.2006   | 31.10.2010      |
| Довбня Юрій Костянтинович      | Сільський голова, 1970 року народження, освіта вища, безпартійний         | 31.10.2010   | 08.10.2012      |
| Завгородній Анатолій Ігнатович | Сільський голова, 1959 року народження, освіта вища, член Партії регіонів | 02.06.2013   |                 |

Примітка: таблиця складена за даними сайту Верховної Ради України

### Депутати
За результатами місцевих виборів 2010 року депутатами ради стали:

#### За суб'єктами висування
| Суб'єкт висування | Кількість обраних депутатів | %    |
| ----------------- | --------------------------- | ---- |
| Самовисування     | 10                          | 62,5 |
| Партія регіонів   | 6                           | 37,5 |

#### За округами
| № округу        | Прізвище, ім'я, по батькові      | Дата визнання обраним | Освіта             | Партійна приналежність                        | Відомості про обраного депутата                                                               |
| --------------- | -------------------------------- | --------------------- | ------------------ | --------------------------------------------- | --------------------------------------------------------------------------------------------- |
| Партія регіонів |                                  |                       |                    |                                               |                                                                                               |
| 2               | Завальницька Людмила Федорівна   | 01.11.2010            | вища               | член Партії регіонів                          | Першотравнева загальноосвітня школа, вчитель, заступник директора по навч. частині            |
| 7               | Наумець Тетяна Степанівна        | 01.11.2010            | вища               | член Партії регіонів                          | Першотравнева сільська рада, секретар                                                         |
| 8               | Доценко Марія Миколаївна         | 01.11.2010            | вища               | член Партії регіонів                          | Першотравнева загальноосвітня школа, вчитель історії, заступник директора по виховній частині |
| 9               | Траймак Інна Володимирівна       | 01.11.2010            | вища               | член Партії регіонів                          | Першотравнева сільська рада, бухгалтер                                                        |
| 11              | Вавілін Віктор Миколайович       | 01.11.2010            | середня            | член Партії регіонів                          | приватний підприємець                                                                         |
| 12              | Негода Віра Павлівна             | 01.11.2010            | середня            | член Партії регіонів                          | ТОВ «Ольвія-Латінвест», обліковець                                                            |
| Самовисування   |                                  |                       |                    |                                               |                                                                                               |
| 1               | Медведський Станіслав Дмитрович  | 01.11.2010            | середня спеціальна | позапартійний                                 | ТОВ «Ольвія-Латінвест», завідувач гаражу                                                      |
| 3               | Дудка Олександр Андрійович       | 01.11.2010            | середня            | позапартійний                                 | ТОВ «Ольвія-Латінвест», завідувач току                                                        |
| 4               | Ширяєв Олександр Павлович        | 01.11.2010            | середня            | позапартійний                                 | ТОВ «Ольвія-Латінвест», робочий                                                               |
| 5               | Стеценко Галина Павлівна         | 01.11.2010            | середня спеціальна | позапартійна                                  | Першотравнева сільська рада, соціальний працівник                                             |
| 6               | Демченко Олександр Анатолійович  | 01.11.2010            | середня            | член Всеукраїнського об'єднання «Батьківщина» | приватний підприємець                                                                         |
| 10              | Тихонюк Світлана Михайлівна      | 01.11.2010            | середня            | позапартійна                                  | приватний підприємець                                                                         |
| 13              | Завгородня Галина Ігнатівна      | 01.11.2010            | середня            | член Партії регіонів                          | пенсіонер                                                                                     |
| 14              | Стрикуля Валентина Володимирівна | 01.11.2010            | середня            | позапартійна                                  | пенсіонер                                                                                     |
| 15              | Чих Віктор Петрович              | 01.11.2010            | середня            | позапартійний                                 | Трудолюбівський сільський клуб, завідувач                                                     |
| 16              | Пшеничний Павло Леонідович       | 01.11.2010            | середня спеціальна | позапартійний                                 | ТОВ «Ольвія-Латінвест», керуючий відділком                                                    |